# Lisa Ekdahl
Lisa Ekdahl (født 29. juli 1971) er en svensk sanger og sangskriver i pop-genren. Hun debuterede i 1994 med albummet "Lisa Ekdahl", der indeholdt hittet "Vem vet?", der lå nummer ét på hitlisten i både Norge og Sverige. Hun har udgivet mere end 10 album, de fleste af dem på svensk. Hun er kendt uden for Sverige og har især opnået popularitet i de skandinaviske lande. Hendes musik er en blanding af folk og latin-jazz. Hun har også sammen med Peter Nordahl Trio udgivet to albums med kendte jazznumre. Hun har ofte spillet koncert i Danmark, hvor hun har mange fans.

## Soloalbum
- 1994, Lisa Ekdahl
- 1996, Med kroppen mot jorden
- 1997, Bortom det blå
- 2000, Sings Salvadore Poe
- 2002, Heaven Earth & Beyond (opsamlingsalbum)'
- 2003, En samling sånger (opsamlingsalbum)
- 2004, Olyckssyster
- 2006, Pärlor av glas
- 2007, Det bästa med Lisa Ekdahl & Peter Nordahl Trio  (opsamlingsalbum)
- 2009, Give Me That Slow Knowing Smile
- 2011, Lisa Ekdahl at the Olympia, Paris (live)
- 2014, Look to Your Own Heart
- 2017, När alla vägar leder hem
- 2018, More of the Good

## Samarbejdsprojekter
- 1995, When Did You Leave Heaven (sammen med Peter Nordahl trio)
- 1996, Kiss & Hug: From a happy boy (duet med Lars H.U.G. i sangen Backwards)
- 1998, Back to Earth (sammen med Peter Nordahl trio)